# Atletiek op de Olympische Zomerspelen 1896 – hink-stap-springen mannen
De hink-stap-springen voor mannen was een van de vier spring evenementen op het atletiekprogramma van de Olympische Zomerspelen 1896. Er waren in totaal zeven atleten die meededen met dit onderdeel uit vijf verschillende landen.
Dit onderdeel werd gehouden om 6 april, direct na de eerste heats van de 100 meter voor mannen. Aangezien er maar één ronde was, werd de winnaar uitgeroepen tot de eerste olympische kampioen van de moderne Spelen.

## Resultaten
| Plaats | Land | Atleet            | Afstand  |
| ------ | ---- | ----------------- | -------- |
| 1      | USA  | James Connolly    | 13,71 m  |
| 2      | FRA  | Alexandre Tuffère | 12,70 m  |
| 3      | GRE  | Ioannis Persakis  | 12,52 m  |
| 4      | HUN  | Alajos Szokolyi   | 11,26 m  |
| 5      | GER  | Carl Schuhmann    | onbekend |
| 6-7    | GER  | Fritz Hofmann     | onbekend |
| 6-7    | GRE  | Christos Zumis    | onbekend |